# Портрет Надеждиной
«Портрет артистки Н. С. Надеждиной» — один из лучших и наиболее известных живописных портретов второй жены В. В. Лебедева, написанный художником в 1927 году. С 1928 года работа находится в собрании Государственного Русского музея в Санкт-Петербурге, приобретена у автора.

## История
На портрете изображена жена художника Надежда Сергеевна Надеждина (настоящая фамилия Бруштейн, 1904—1979) — танцовщица, балетмейстер, впоследствии народная артистка СССР (1966), Герой Социалистического Труда (1978), лауреат Сталинской премии (1950), лауреат золотой медали Мира имени Жолио-Кюри (1959), организатор и руководитель хореографического ансамбля «Берёзка».
Полный лиризма, отличающийся редкой гармонией чувств автора и их живописного выражения, портрет, по мнению О. Шихаревой, был создан в период взлёта творческого дарования В. Лебедева.
В эти годы Надеждина послужила моделью для многих произведений В. В. Лебедева. В. А. Леняшин причисляет В. Лебедева к художникам, для которых совершенствование портретной формы оставалось необходимой целью, и называет его «Портрет Н. Надеждиной» «неожиданно цветным и элегантным».
Написанный в мягких пастельных полутонах, трепетными мазками, в манере, свидетельствующей об интересе к живописи французских импрессионистов, портрет, по мнению О. Шихаревой, воспринимается как олицетворение женственности. Изящная шляпка, закрывающая глаза, мягкая скользящая по лицу тень — всё эти использованные с артистизмом детали помогли В. Лебедеву создать образ загадочный и поэтичный.
Отмечая большой вкус и незаурядное мастерство, с которыми написан портрет, Л. С. Зингер обращает внимание на то, как художник в работе блестяще справляется с задачей передачи пластических свойств модели, обыгрывая рисунком и цветом позу, жест рук, пренебрегая таким, казалось бы, важным компонентом портрета, как выражение глаз. В портрете Надеждиной они наглухо закрыты полями шляпки. При этом весь строй работы убеждает в живо и верно схваченном сходстве с моделью.